# Sensitiva amorosa
Sensitiva amorosa är en novellsamling från 1887 av den svenske författaren Ola Hansson. Berättelserna handlar om förhållanden och kärlek ur olika synvinklar. Liksom Hanssons föregående diktsamling Notturno från 1885, och i viss mån debutverket Dikter från 1884, utmärks Sensitiva amorosa av stämningsfullhet och pessimism, inspirerad av den franska symbolismen. Boken togs till en början emot mycket negativt av den svenska kritikerkåren, som beskyllde den för att vara osedlig.

## Tillkomst
Ola Hansson skrev om sitt uppsåt med verket: "Till sitt väsen var denna diktning djupet gentemot ytan, fördjupningen gentemot miljöskildringen, de inre gentemot de utvärtes konflikterna, det mystiska gentemot det rationella, det intuitiva gentemot det antecknade, den inre synen gentemot den utåt riktade iakttagelsen. Dess teknik var baserad på insikten om det intima sammanhanget emellan människan och miljön, det vill säga de ogripbara, flyktiga och dock alltbestämmande inflytanden, som kringvärper henne; och arten av densamma bestämdes av den absoluta kongruiteten av väsendet och uttrycket därför, den fullständiga ekvivalensen i bild, i rytm, i prosans fall till de subtilaste och okroppsligaste rörelserna i själen och till de besjälade dagrarna i naturen."